# Воспоминания (рисунок)
«Воспоминания» — пастель бельгийского художника Фернана Кнопфа.
На пастели изображены семь женщин на корте для тенниса на траве. Все они в длинных платьях, шестеро в головных уборах, а одна — простоволосая, у пяти из них в руках ракетки. Все женщины изображены в застывших позах, смотрят они в разные стороны, не замечая друг друга и погрузившись в собственные воспоминания. Моделью для всех персонажей послужила сестра художника Маргарита Кнопф, в которую он был по слухам влюблён. Есть мнение, что эта любовь к сестре, а также мужественность женских черт не только в «Воспоминаниях», но и во многих других произведениях Кнопфа, свидетельствуют о его нарциссизме.
Все женщины, кроме стоящей спиной к зрителю, смотрят в разные стороны, но всё-таки на пастели создаётся впечатление некоторого движения, направленного от её левого края к правому. Можно предположить, что женщина в самом светлом платье без головного убора, стоящая слева, символизирует молодость, а женщина в правой части пастели в тёмном платье олицетворяет собой финал жизненного пути. Героиня в центральной части оглядывается и вспоминает прожитые годы.
«Воспоминания» отличаются фотографически точной техникой исполнения. Кнопф часто использовал фотографии при подготовке к написанию картин. Основу данной пастели составили шесть фотографий его сестры, сделанные им с помощью фотоаппарата сложной конструкции, в котором использовались линзы Штейнгеля. Кнопф уделял большое внимание этим фотосессиям, в которых он сам определял точные позы, в которых должна была сниматься Маргарита, и тщательно подбирал её костюмы.